# Longí de Selinunt
Longí de Selinunt   (Selinunt - Nicea, 498) (en llatí: Longinus Selinuntius) va ser un líder militar isauri que va participar de la guerra isàurica del 492-497.

## Biografia
No es té massa informació sobre la vida de Longí, a part del fet que va néixer a la ciutat de Selinunt, a Isàuria. Va ser un dels líders de la revolta isàurica que va esclatar després de la designació del silentiarius Anastasi com a successor de l'emperador Zenó. Després de dues derrotes importants (el 492 i el 493), els rebels isauris van romandre, des del 494 fins al 497, a les seves fortaleses a les muntanyes isaures, on van rebre subministraments de Longí a través del port d'Antioquia.
El 497 la guerra va acabar amb la mort dels principals líders rebels, Longí de Cardala i Atenodor, i un any després el propi Longí va ser capturat a Antioquia Lamotis pel general Joan el Geperut, enviat a Constantinoble per a ser exhibit durant la celebració de la victòria d'Anastasi, on va ser obligat a postrar-se a l'hipòdrom davant l'emperador. Després va ser torturat i decapitat a Nicea.